# Златокоп
Златокоп је насељено место града Врања у Пчињском округу. Према попису из 2022. било је 746 становника (према попису из 1991. било је 725 становника).

## Демографија
У насељу Златокоп живи 607 пунолетних становника, а просечна старост становништва износи 37,2 година (36,6 код мушкараца и 37,8 код жена). У насељу има 213 домаћинстава, а просечан број чланова по домаћинству је 3,73.
Ово насеље је углавном насељено Србима (према попису из 2002. године), а у последња три пописа, примећен је пораст у броју становника.
|  |

| Демографија | Демографија | Демографија |
| Година      | Становника  | Становника  |
| ----------- | ----------- | ----------- |
| 1948.       | 544         |             |
| 1953.       | 556         |             |
| 1961.       | 579         |             |
| 1971.       | 529         |             |
| 1981.       | 617         |             |
| 1991.       | 725         | 716         |
| 2002.       | 795         | 806         |

| Етнички састав према попису из 2002.‍ | Етнички састав према попису из 2002.‍ | Етнички састав према попису из 2002.‍ | Етнички састав према попису из 2002.‍ | Етнички састав према попису из 2002.‍ |
| ------------------------------------ | ------------------------------------ | ------------------------------------ | ------------------------------------ | ------------------------------------ |
|                                      |                                      |                                      |                                      |                                      |
| Срби                                 | Срби                                 |                                      | 667                                  | 83,89%                               |
| Бугари                               | Бугари                               |                                      | 54                                   | 6,79%                                |
| Југословени                          | Југословени                          |                                      | 16                                   | 2,01%                                |
| Македонци                            | Македонци                            |                                      | 4                                    | 0,50%                                |
| Руси                                 | Руси                                 |                                      | 2                                    | 0,25%                                |
| Немци                                | Немци                                |                                      | 1                                    | 0,12%                                |
| непознато                            | непознато                            |                                      | 2                                    | 0,25%                                |

| Година пописа     | 1948. | 1953. | 1961. | 1971. | 1981. | 1991. | 2002. |
| ----------------- | ----- | ----- | ----- | ----- | ----- | ----- | ----- |
| Број домаћинстава | 80    | 92    | 107   | 118   | 148   | 183   | 213   |

| Број чланова      | 1  | 2  | 3  | 4  | 5  | 6  | 7 | 8 | 9 | 10 и више | Просек |
| ----------------- | -- | -- | -- | -- | -- | -- | - | - | - | --------- | ------ |
| Број домаћинстава | 23 | 37 | 31 | 56 | 31 | 23 | 9 | 2 | 1 | 0         | 3,73   |

| Пол    | Укупно | Неожењен/Неудата | Ожењен/Удата | Удовац/Удовица | Разведен/Разведена | Непознато |
| ------ | ------ | ---------------- | ------------ | -------------- | ------------------ | --------- |
| Мушки  | 336    | 88               | 220          | 22             | 6                  | 0         |
| Женски | 310    | 48               | 219          | 36             | 7                  | 0         |
| УКУПНО | 646    | 136              | 439          | 58             | 13                 | 0         |

| Пол    | Укупно                    | Пољопривреда, лов и шумарство | Рибарство                            | Вађење руде и камена | Прерађивачка индустрија       |
| ------ | ------------------------- | ----------------------------- | ------------------------------------ | -------------------- | ----------------------------- |
| Мушки  | 181                       | 13                            | 0                                    | 7                    | 61                            |
| Женски | 105                       | 7                             | 0                                    | 1                    | 59                            |
| УКУПНО | 286                       | 20                            | 0                                    | 8                    | 120                           |
| Пол    | Производња и снабдевање   | Грађевинарство                | Трговина                             | Хотели и ресторани   | Саобраћај, складиштење и везе |
| Мушки  | 3                         | 32                            | 11                                   | 10                   | 12                            |
| Женски | 0                         | 4                             | 6                                    | 4                    | 3                             |
| УКУПНО | 3                         | 36                            | 17                                   | 14                   | 15                            |
| Пол    | Финансијско посредовање   | Некретнине                    | Државна управа и одбрана             | Образовање           | Здравствени и социјални рад   |
| Мушки  | 0                         | 2                             | 11                                   | 6                    | 1                             |
| Женски | 0                         | 2                             | 3                                    | 4                    | 8                             |
| УКУПНО | 0                         | 4                             | 14                                   | 10                   | 9                             |
| Пол    | Остале услужне активности | Приватна домаћинства          | Екстериторијалне организације и тела | Непознато            | Непознато                     |
| Мушки  | 1                         | 0                             | 0                                    | 11                   | 11                            |
| Женски | 0                         | 0                             | 0                                    | 4                    | 4                             |
| УКУПНО | 1                         | 0                             | 0                                    | 15                   | 15                            |